# Round Island
Round Island est une île non habitée du comté de Mackinac dans l'État du Michigan au nord-est des États-Unis. L'île est localisée au nord-ouest du lac Huron à l'extrémité orientale du détroit de Mackinac qui relie le lac Huron au lac Michigan. La petite île est localisée entre l'île Mackinac au nord-ouest et l'île Bois Blanc au sud-est. Les Amérindiens nommaient l'île Nissawinagong.

## Description
La superficie de l'île est de seulement 153 hectares. La plus grande partie de l'île est classée en tant que réserve naturelle (Round Island Wilderness Area) à l'intérieur de la forêt nationale de Hiawatha gérée par le Service des forêts des États-Unis. L'île n'est pas habitée contrairement aux deux autres îles voisines. Le seul bâtiment présent sur l'île est le phare de Round Island. Ce bâtiment classé sécurise le transit des bateaux à la sortie du détroit de Mackinac. Le passage entre Round Island et l'île Mackinac est dénommé Round Island Channel ("Chenal de Round Island").

## Îles homonymes
D'autres îles portent le même nom dans le Michigan :
- Round Island, comté de Chippewa, dans le lac Supérieur, avec également un phare ;
- Round Island, comté de Chippewa, dans la rivière Sainte-Marie, avec également un phare ;
- Round Island, comté d'Alpena, dans le lac Huron, avec également un phare ;
- Round Island, comté de Delta, dans la Baie Green du lac Michigan ;
- Round Island, comté de Delta,  dans la Big Bay de Noc du lac Michigan ;
- Round Island, comté de Keweenaw, près de l'Isle Royale du lac Supérieur ;
- Round Island, comté de Presque Isle ;
- Round Island, comté de Wayne, près de Grosse Ile dans le lac Erié.